# Carlos de Herrera Ramírez de Arellano
Carlos de Herrera Ramírez de Arellano fue un alto funcionario español del siglo XVII.

## Biografía
Fue caballero de Santiago y desempeñó los cargos de magistrado, miembro del Consejo de Castilla, regente de la Audiencia de Sevilla y consejero de Indias en 1672, gobernador del Consejo de Hacienda en 1684 y asistente de Sevilla entre 1683 y 1688, cargo similar al de gobernador que comenzó a ejercer de forma interina cuando era regente de la audiencia, siendo posteriormente nombrado con carácter definitivo por petición expresa de las principales autoridades de la ciudad.
En febrero de 1679, el rey Carlos II anunció su decisión de casarse con María Luisa de Orleans, sobrina del Luis XVI de Francia. Con tal motivo manifestó que la corona no disponía de fondos para sufragar los gastos ocasionados por la boda, por lo que dispuso que la villa de Madrid debería realizar los pagos necesarios y nombró a Don Carlos Herrera Ramírez de Arellano, entonces miembro del Consejo de Castilla, para ejercer como superintendente de los festejos, por lo que este se puso al frente de una junta extraordinaria creada para la ocasión.